# Øresundssimmet
Øresundssimmet er et åbent vand-arrangement udformet som en landskamp mellem Danmark og Sverige. Der svømmes fra Helsingør til Helsingborg med start ved Grønnehave Strand nord for Kronborg og mål på stranden ved Pålsjö Krog. Landskampen fandt første gang sted d. 8. september 1907. Dengang deltog to svømmere, Einar Sørensen fra svømmeklubben Go On i København og Karl-Erik Hallberg fra Stockholm. Dysten blev vundet af Karl-Erik Hallberg, der svømmede bryst, mens hans modstander benyttede trudgenstilen, en svømmestil, der var populær på den tid.
I 2007, 100-året for Dansk Svømmeunions stiftelse, og 100 år efter den første landskamp, blev det besluttet at genoptage landskampen. Denne gang deltog to herrer og to damer fra hvert land. I 2009 fik arrangementet officiel status som landskamp.